# Conspinaria chenhei
Conspinaria chenhei är en stekelart som beskrevs av Van Achterberg 2007. Conspinaria chenhei ingår i släktet Conspinaria och familjen bracksteklar. Inga underarter finns listade i Catalogue of Life.